# Expedição francesa à Coreia
A Expedição Francesa à Coreia ou Intervenção Francesa na Coreia (em francês:  Expédition française en Corée, hangul: 병인양요)[a] foi uma expedição punitiva de 1866 empreendida pelo Segundo Império Francês contra a Coreia de Joseon em retaliação pela execução de sete missionários católicos franceses. O encontro na Ilha Ganghwa durou quase seis semanas. O resultado foi uma eventual retirada francesa e um freio à influência francesa na região.  O encontro também confirmou a Coreia no seu isolacionismo por mais uma década, até que o Império do Japão a forçou a abrir-se ao comércio em 1876 através do Tratado de Ganghwa.
Na Coreia do Sul contemporânea é conhecido como Byeong-in yangyo, ou "Perturbação Ocidental do Ano Byeongin".

## Antecedentes

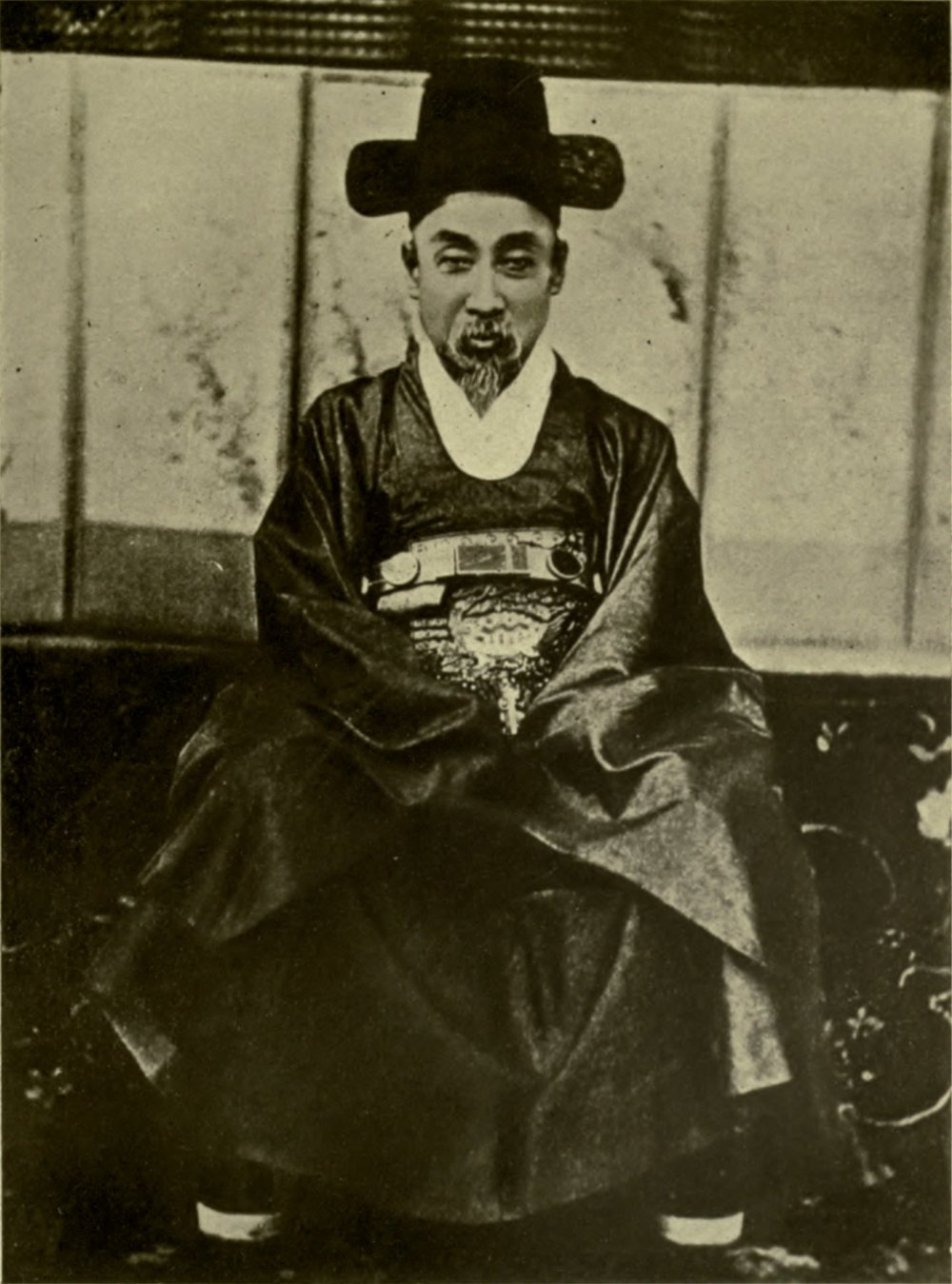
O regente Heungseon Daewongun.

Ao longo da história da dinastia Joseon, a Coreia manteve uma política de estrito isolacionismo do mundo exterior (com exceções sendo a interação com a dinastia Qing e o comércio ocasional com o Império do Japão através da ilha de Tsushima). No entanto, não conseguiu isolar-se totalmente do contacto estrangeiro, e os missionários católicos demonstraram interesse na Coreia já no século XVI, com a sua chegada à China e ao Japão. 
Através de missões de enviados coreanos à corte Qing no século XVIII, ideias estrangeiras, incluindo o cristianismo, começaram a entrar na Coreia e no final do século XVIII a Coreia teve os seus primeiros cristãos nativos. No entanto, foi apenas em meados do século XIX que os primeiros missionários católicos ocidentais começaram a entrar na Coreia. Isto foi feito ilegalmente, quer através da fronteira entre a China e a Coreia do Norte, quer através do Mar Amarelo. Missionários franceses da Sociedade de Missões Estrangeiras de Paris conseguiram chegar à Coreia na década de 1840 para converter um número cada vez maior de coreanos. O bispo Siméon-François Berneux, nomeado em 1856 como chefe da nascente igreja católica coreana, estimou em 1859 que o número de fiéis coreanos havia atingido quase 17 mil. 

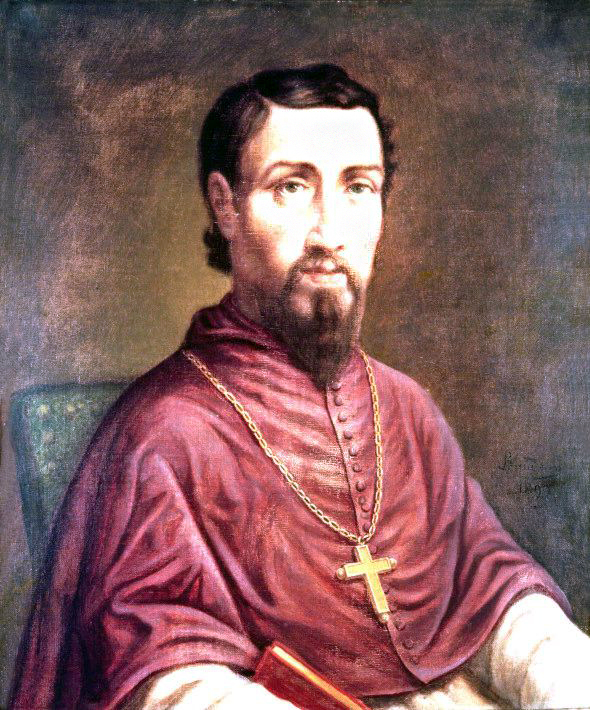
O Bispo Berneux, da Sociedade de Missões Estrangeiras de Paris, foi torturado e depois decapitado em 7 de março de 1866.

A princípio, a corte coreana fez vista grossa a tais incursões. Esta atitude mudou abruptamente, no entanto, com a entronização do Rei Gojong, de onze anos, em 1864. Pela tradição coreana, a regência, no caso de uma minoria, iria para a rainha viúva. Neste caso, foi a mãe conservadora do anterior príncipe herdeiro, que morreu antes que ele pudesse ascender ao trono. O pai do novo rei, Yi Ha-ung, um homem astuto e ambicioso de quarenta e poucos anos, recebeu o título tradicional de pai não reinante de um rei: Heungseon Daewongun, ou "Príncipe da Grande Corte". 
Embora a autoridade de Heungseon Daewongun na corte não fosse oficial, decorrente na verdade do imperativo tradicional nas sociedades confucionistas de que os filhos obedecessem aos pais, ele rapidamente tomou a iniciativa e começou a controlar a política estatal. Ele foi sem dúvida um dos líderes mais eficazes e enérgicos da Dinastia Joseon, de 500 anos. Com a bênção da idosa regente viúva, o Heungseon Daewongun iniciou uma campanha dupla de fortalecimento da autoridade central e de isolamento da ordem tradicional em desintegração fora das suas fronteiras. Na altura em que Heungseon Daewongun assumiu o controlo de facto do governo em 1864, havia doze padres jesuítas franceses a viver e a pregar na Coreia, e cerca de 23.000 convertidos nativos coreanos. 
Em Janeiro de 1866, navios russos apareceram na costa leste da Coreia exigindo direitos comerciais e de residência, no que parecia um eco das exigências feitas à China por outras potências ocidentais. Os cristãos coreanos com ligações na corte viram nisto uma oportunidade para fazer avançar a sua causa e sugeriram uma aliança entre a França e a Coreia para repelir os avanços russos, sugerindo ainda que esta aliança poderia ser negociada através do bispo Berneux. O Heungseon Daewongun parecia aberto a esta ideia, mas era possivelmente um estratagema para trazer à luz o chefe da Igreja Católica Coreana; após a chegada de Berneux à capital em fevereiro de 1866, ele foi preso e executado. Começou então uma perseguição aos outros padres católicos franceses e convertidos coreanos. 

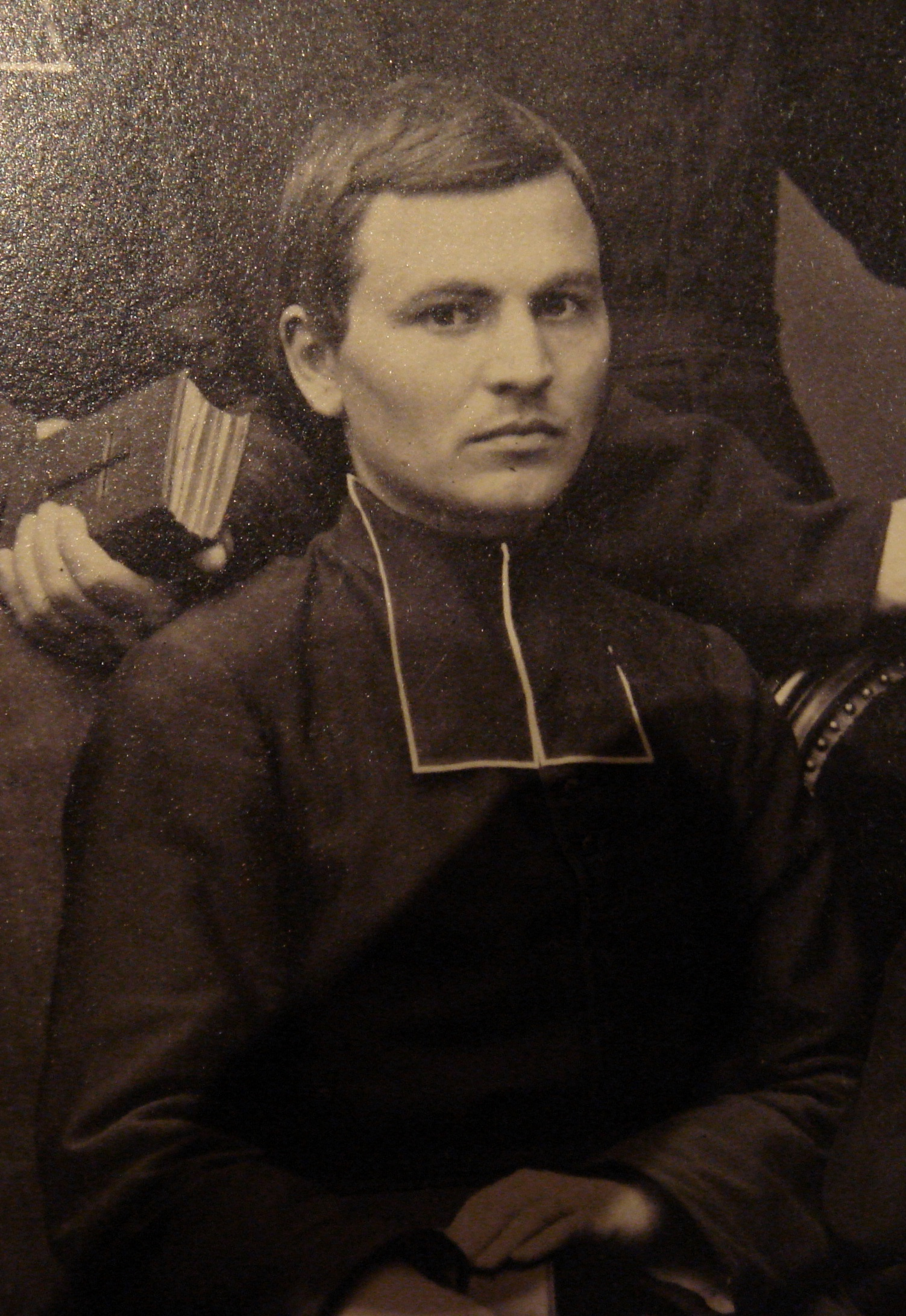
Pierre Henri Dorié, da Sociedade de Missões Estrangeiras de Paris, também foi morto na Coreia em 1866.

Vários fatores contribuíram para a decisão de Heungseon Daewongun de reprimir os católicos. Talvez a mais óbvia tenha sido a lição fornecida pela China, de que aparentemente não colheu nada além de dificuldades e humilhações nas suas relações com as potências ocidentais – vistas mais recentemente na sua desastrosa derrota durante a Segunda Guerra do Ópio. Sem dúvida, também fresco na mente de Heungseon Daewongun estava o exemplo da Rebelião Taiping na China, que havia sido infundida com doutrinas cristãs. e Em 1858, viu a conquista do Vietnã pelos franceses. O ano de 1865 viu colheitas fracas na Coreia, bem como agitação social, o que pode ter contribuído para uma maior sensibilidade ao credo estrangeiro. A repressão também pode ter estado relacionada com tentativas de combater grupos faccionais na corte, onde o Cristianismo fez algumas incursões. 
Como resultado da rede de arrasto coreana, todos os missionários franceses, exceto três, foram capturados e executados: entre eles estavam o bispo Siméon Berneux, bem como o bispo Antoine Daveluy, o padre Just de Bretenières, o padre Louis Beaulieu, o padre Pierre-Henri Dorie, o padre Pierre Aumaître, Padre Martin-Luc Huin - todos membros da Sociedade de Missões Estrangeiras de Paris e foram canonizados pelo Papa João Paulo II em 6 de maio de 1984. Um número incontável de católicos coreanos também chegou ao fim (as estimativas giram em torno de 10.000),  muitos sendo executados em um lugar chamado Jeoldu-san, em Seul, às margens do rio Han.

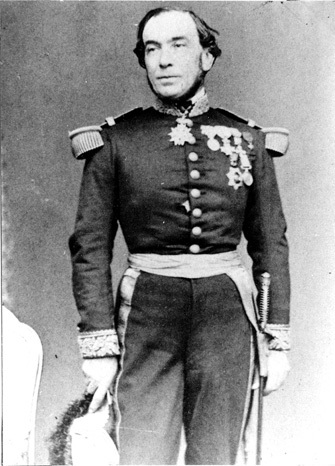
O contra-almirante Roze era comandante do Esquadrão Francês do Extremo Oriente.

No final de junho de 1866, um dos três missionários franceses sobreviventes, Padre Félix-Claire Ridel, conseguiu escapar através de um navio de pesca, graças a 11 convertidos coreanos, e seguiu para Yantai, China, no início de julho de 1866.  (p20) Felizmente, em Tianjin, no momento da chegada de Ridel, estava o comandante do Esquadrão Francês do Extremo Oriente, Contra-Almirante Pierre-Gustave Roze. Ao saber do massacre e da afronta à honra nacional francesa, Roze ficou determinado a lançar uma expedição punitiva contra a Coreia. Nisso, ele foi fortemente apoiado pelo cônsul francês em exercício em Pequim, Henri de Bellonet.  (p20)
Do lado francês, houve várias razões convincentes para a decisão de lançar uma expedição punitiva. Isto tinha a ver com a crescente violência contra missionários cristãos e convertidos no interior da China, que após a Segunda Guerra do Ópio em 1860 foi aberto aos ocidentais. O massacre de ocidentais e cristãos na Coreia foi visto no contexto do comportamento antiocidental na China por parte das autoridades diplomáticas e militares do Ocidente. Muitos acreditavam que era necessária uma resposta firme a tais atos de violência para manter o prestígio e a autoridade nacionais. 
Em resposta ao evento, o encarregado de negócios francês em Pequim, Henri de Bellonet, tomou uma série de iniciativas sem consultar o Quai d'Orsay. Bellonet enviou uma nota ao Zongli Yamen ameaçando ocupar a Coreia, e também deu ao Comandante Naval Francês no Extremo Oriente, contra-almirante Pierre-Gustave Roze, instruções para lançar uma expedição punitiva contra a Coreia, à qual Roze respondeu: "Desde [o reino de] Choson matou nove padres franceses, vingaremos matando 9.000 coreanos.  (p21)

## Preliminares (10 de setembro–3 de outubro de 1866)

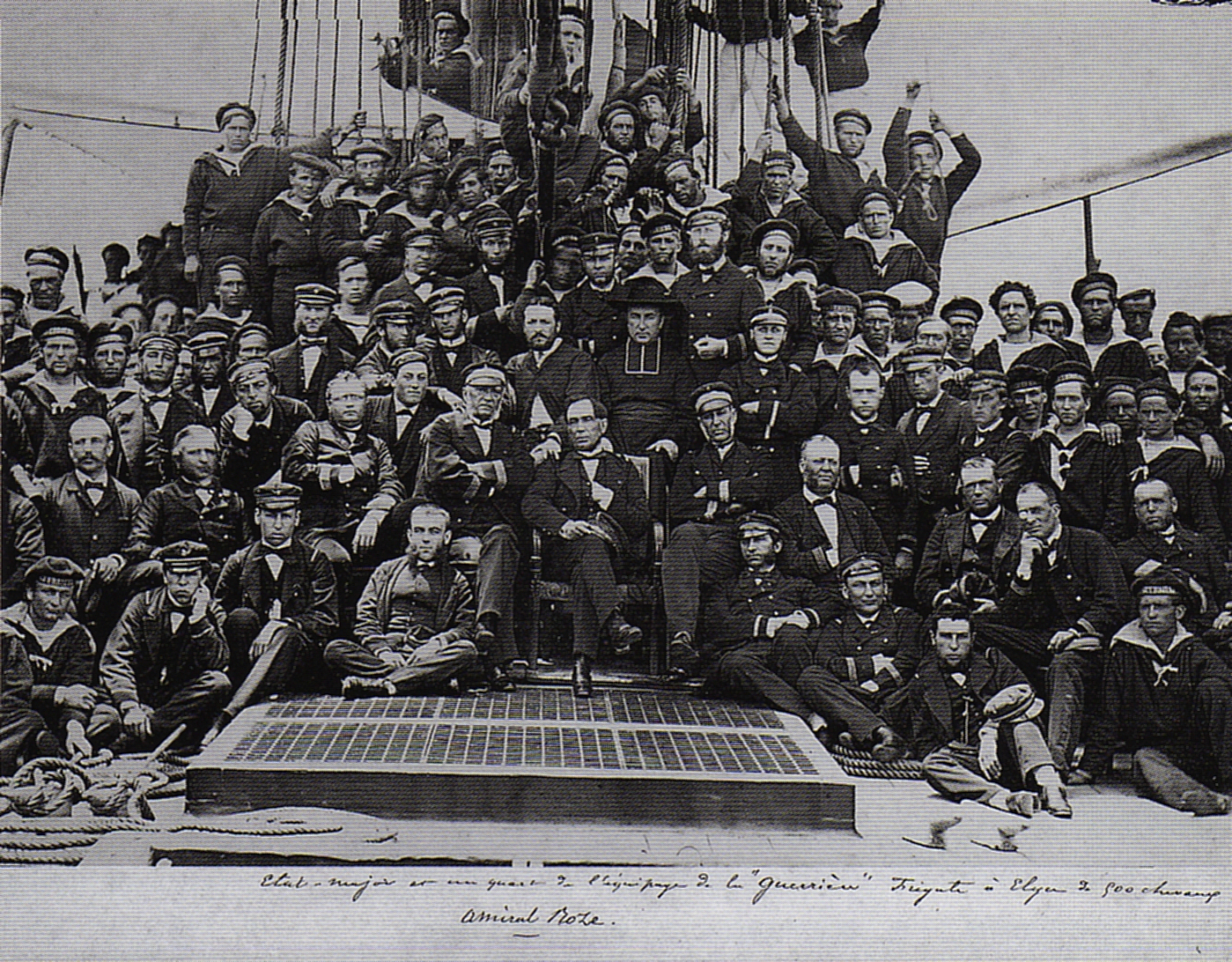
Almirante Roze (centro) e um quarto dos seus marinheiros, na fragata Guerrière. Fotografia de cerca de 1865, durante uma visita ao porto de Nagasaki.

Embora as autoridades diplomáticas e navais francesas na China estivessem ansiosas por lançar uma expedição, foram frustradas pela quase total ausência de qualquer informação detalhada sobre a Coreia, incluindo quaisquer cartas de navegação. Antes da expedição real, o contra-almirante Roze decidiu realizar uma expedição de levantamento menor ao longo da costa coreana,  (p21) especialmente ao longo da hidrovia que leva à capital coreana, Seul. Isso foi feito no final de setembro e início de outubro de 1866. Essas preliminares resultaram em algumas cartas de navegação rudimentares das águas ao redor da Ilha Ganghwa e do Rio Han que levam a Seul. A natureza traiçoeira destas águas, no entanto, também convenceu Roze de que qualquer movimento contra a capital fortificada coreana, com o seu número limitado e navios de casco grande, era impossível. Em vez disso, optou por tomar e ocupar a ilha Ganghwa, que comandava a entrada do rio Han, na esperança de bloquear a via navegável para a capital durante a importante época de colheita e, assim, forçar exigências e reparações ao tribunal coreano.
A natureza que estas exigências iriam assumir nunca foi totalmente determinada. Em Pequim, o cônsul francês Bellonet fez declarações ultrajantes (e como se revelou não oficiais) exige que o monarca coreano perca sua coroa e ceda a soberania à França.  (p21) Tal posição não estava de acordo com os objectivos mais circunspectos do Contra-Almirante Roze, que esperava forçar reparações. Em qualquer caso, as exigências de Bellonet nunca foram oficialmente endossadas pelo governo francês de Napoleão III. Bellonet seria mais tarde severamente repreendido por suas arrogâncias importunas. 

## Expedição (11 de outubro–12 de novembro de 1866)

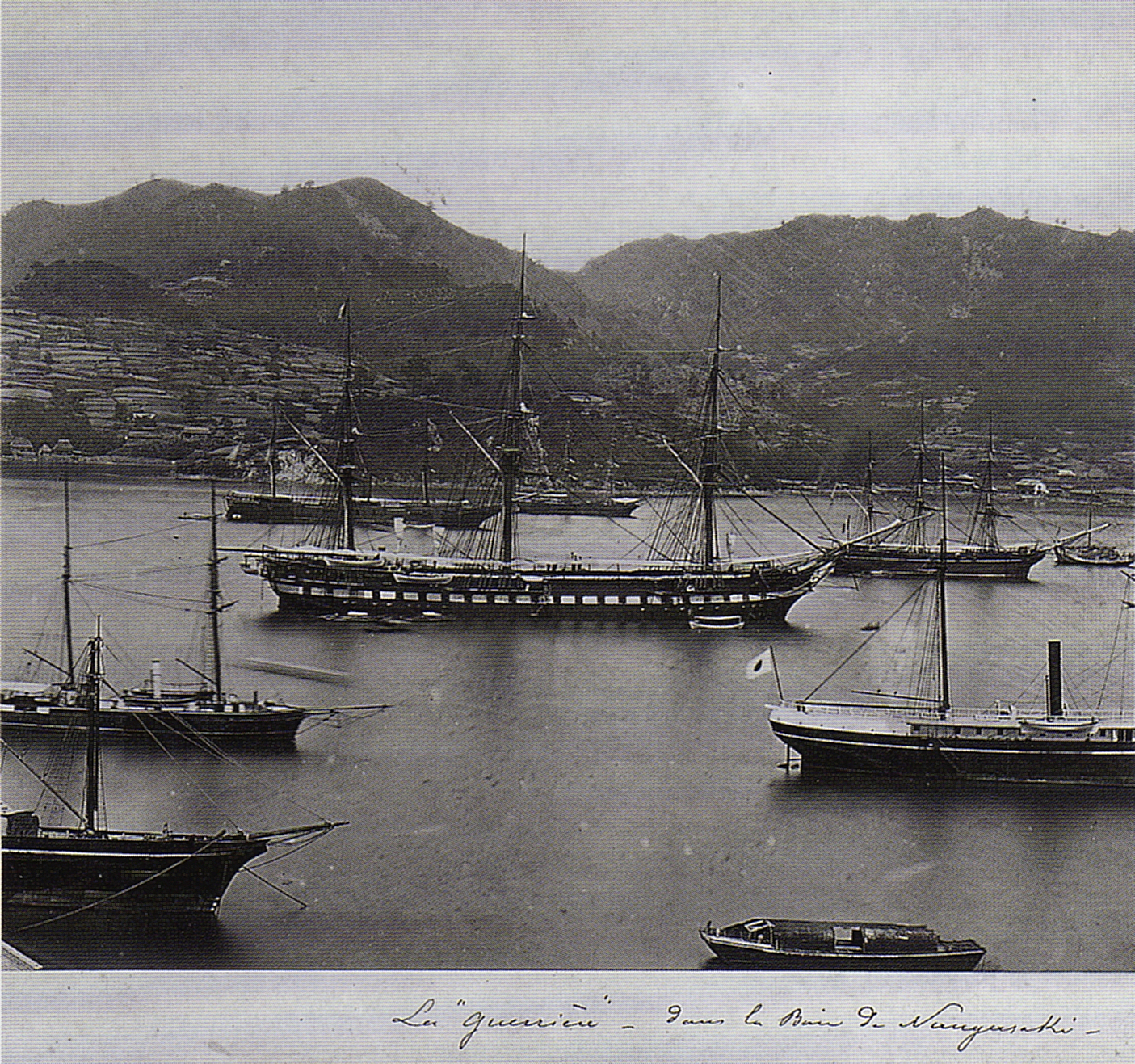
A fragata francesa Guerrière comandada pelo almirante Roze foi o navio líder da expedição francesa à Coreia. Aqui o navio é fotografado no porto de Nagasaki por volta de 1865.

Em 11 de outubro, o almirante Roze deixou Yantai com uma fragata (Guerrière), dois avisos (Kien-Chan e Déroulède), duas canhoneiras (Le Brethon e Tardif) e duas corvetas (Laplace e Primauguet), bem como quase 300 fuzileiros navais de seu posto em Yokohama, Japão. O número total de tropas francesas é estimado em 800.  Em 16 de outubro, um grupo de 170 Fuzileiros Navais desembarcou na ilha de Ganghwa, tomou a fortaleza que controlava o rio Han e ocupou a própria cidade fortificada de Ganghwa. Na Ilha Ganghwa, os Fuzileiros Navais conseguiram apoderar-se de várias posições fortificadas, bem como despojos como bandeiras, canhões, 8.000 mosquetes, 23 caixas de lingotes de prata, algumas caixas de ouro e várias obras de laca, jades, manuscritos e pinturas que compreendia a biblioteca real (Oikyujanggak) da ilha.  (p22)
Roze sabia que era impossível para ele liderar uma frota de força limitada subindo o traiçoeiro e raso rio Han até a capital coreana e satisfez-se com um "coup de main" na costa de sua expedição exploratória anterior.  No continente, do outro lado do estreito canal da Ilha Ganghwa, no entanto, a ofensiva francesa encontrou forte resistência das tropas do General Yi Yong-Hui, a quem Roze enviou várias cartas pedindo reparação, sem sucesso. Um golpe significativo para a expedição francesa ocorreu em 26 de outubro, quando 120 fuzileiros navais franceses desembarcaram brevemente no continente coreano na tentativa de tomar uma pequena fortificação em Munsusansong, ou Forte do Monte Munsu (representado na ilustração acima). Quando o grupo de desembarque desembarcou, eles foram recebidos por fogo forte de seus defensores coreanos. O general Eo Jae-yeon defendeu o acampamento Gwangsung das tropas francesas.
Se o mosteiro de Munsusansong caísse nas mãos dos franceses, o caminho para Seul estaria aberto, então, em 7 de novembro, um segundo grupo de desembarque foi lançado por Roze. 160 Fuzileiros Navais atacaram Munsusansong defendido por 543 "Caçadores de Tigres" coreanos. Três soldados franceses foram mortos e 36 feridos antes que uma retirada fosse convocada.  (p23)E xceto pelos contínuos bombardeios e atividades de levantamento em torno de Ganghwa e da foz do rio Han, as forças francesas agora se fortificaram em grande parte dentro e ao redor da cidade de Ganghwa.
Roze então enviou uma nova carta, pedindo a libertação dos dois missionários franceses restantes, que ele tinha motivos para acreditar que estavam presos. Não houve resposta, mas ficou claro, pela actividade observada no continente através do estreito, que as forças coreanas se mobilizavam diariamente. Em 9 de novembro, os franceses foram novamente controlados quando tentaram tomar um mosteiro fortificado na costa sul de Ganghwa, chamado Jeongdeung – sa. Aqui, novamente, a forte resistência coreana, juntamente com a esmagadora superioridade numérica dos defensores coreanos, agora totalizando 10.000 homens,  (p23) forçou uma retirada francesa com dezenas de vítimas, mas nenhuma morte.
Pouco depois, com a aproximação do inverno e o fortalecimento das forças coreanas, Roze tomou a decisão estratégica de evacuar. Antes de fazê-lo, foram dadas ordens para bombardear os edifícios do governo na Ilha Ganghwa e para transportar os diversos conteúdos dos armazéns oficiais de lá. Também foi descoberto que os dois missionários desaparecidos, temidos como capturados na Coreia, conseguiram escapar para a China nessa época. Essa notícia contribuiu para a decisão de sair. 

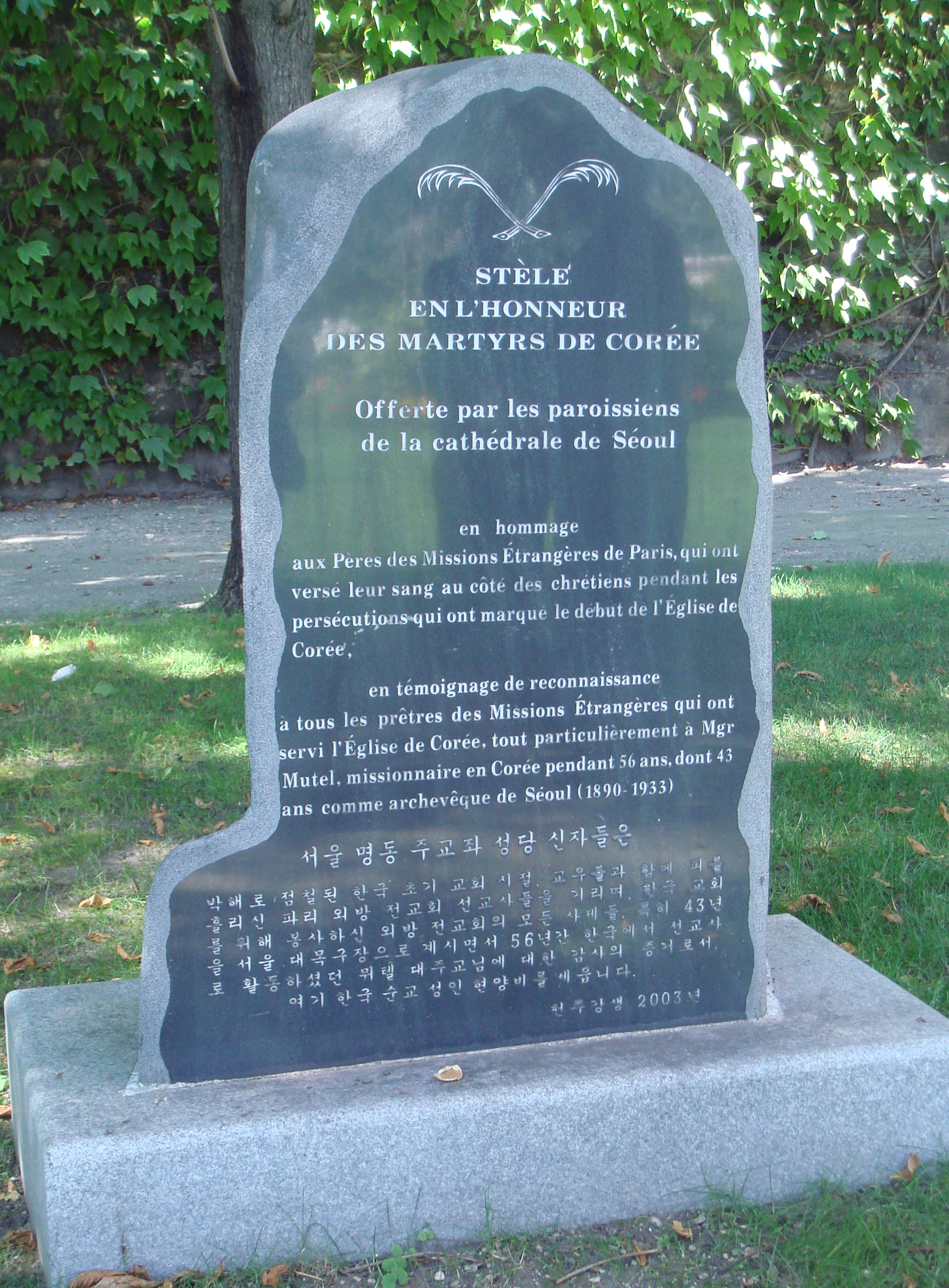
Monumento aos mártires da Sociedade de Missões Estrangeiras de Paris na Coréia

Ao todo, os franceses sofreram três mortos e aproximadamente 35 feridos.  Ao retirar-se da Coreia, Roze tentou diminuir a extensão da sua retirada, afirmando que, com os seus meios limitados, havia pouco mais que poderia ter realizado, mas que as suas ações teriam um efeito dissuasor sobre o governo coreano:
"A expedição que acabei de realizar, por mais modesta que seja, pode ter preparado o terreno para uma mais séria, se considerada necessária, ... A expedição chocou profundamente a nação coreana ao mostrar que sua alegada invulnerabilidade era uma ilusão. Por último, a destruição de uma das avenidas de Seul e as perdas consideráveis sofridas pelo governo coreano deverão torná-lo mais cauteloso no futuro. O objetivo que me tinha fixado foi assim plenamente alcançado e o assassinato dos nossos missionários foi vingado." relatório de 15 de Novembro do Almirante Roze
Os residentes europeus na China consideraram os resultados da expedição mínimos e exigiram uma expedição maior para a primavera seguinte, sem sucesso.
Após esta expedição, Roze, com a maior parte de sua frota, retornou ao Japão, onde puderam receber a primeira missão militar francesa no Japão (1867-1868) no porto de Yokohama em 13 de janeiro de 1867. O governo francês ordenou a saída dos militares devido às pesadas perdas na intervenção francesa no México. 

### Livros reais coreanos apreendidos

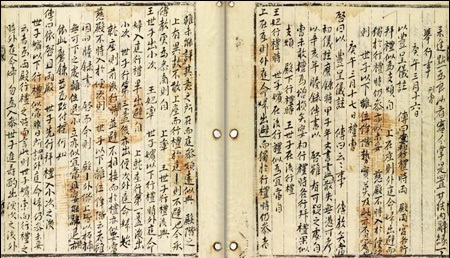
Um dos textos coreanos da Biblioteca Nacional Francesa

Os livros apreendidos pelos franceses em Ganghwa, cerca de 297 volumes de Uigwe, protocolos da corte real da última monarquia governante da Coreia, a dinastia Joseon, datados entre os séculos XIV e XIX, tornaram-se o núcleo da coleção coreana na Biblioteca. nacional da França.  Em 2010, foi revelado que o governo francês estava planejando devolver os livros sob um contrato de arrendamento renovável para a Coreia, apesar do fato de a lei francesa geralmente proibir a cessão de propriedades de museus.   No início de 2011, o presidente sul-coreano Lee Myung-bak e o presidente francês Nicolas Sarkozy finalizaram um acordo para a devolução de todos os livros em regime de arrendamento renovável. Em junho de 2011, foram realizadas celebrações na cidade portuária de Incheon para comemorar seu retorno final. A coleção está agora armazenada no Museu Nacional da Coreia. 

## Legado
No decurso destes acontecimentos, em Agosto de 1866, o navio mercante civil dos EUA, SS General Sherman, naufragou na costa da Coreia durante uma missão comercial ilegal. A violência se seguiu entre os coreanos e os americanos. O General Sherman foi afundado na disputa e vários marinheiros mercantes americanos e coreanos foram mortos. Sem relatos verificados fornecidos pela Dinastia Joseon sobre o destino do General Sherman, os Estados Unidos ofereceram à França uma operação combinada para recuperar informações sobre o destino da escuna, mas o projeto foi abandonado devido ao interesse relativamente baixo para a Coreia naquela época.  Uma intervenção foi lançada cinco anos depois, em 1871, com a expedição coreana dos Estados Unidos. 
O governo coreano finalmente concordaria em abrir o país em 1876, quando uma frota da Marinha Imperial Japonesa foi enviada sob as ordens de Kuroda Kiyotaka, levando ao Tratado de Ganghwa.